# Harkivți, Pereiaslav-Hmelnițki
Harkivți (în ucraineană Харківці) este un sat în comuna Demeanți din raionul Pereiaslav-Hmelnițki, regiunea Kiev, Ucraina. În secolul al XIX-lea, satul făcea parte din volostul Demeanți, uezdul Pereiaslav.

## Demografie
Componența lingvistică a localității Harkivți
     Ucraineană (99,14%)
     Alte limbi (0,86%)
Conform recensământului din 2001, majoritatea populației localității Harkivți era vorbitoare de ucraineană (99,14%), existând în minoritate și vorbitori de alte limbi.